# Palacio de los Saavedra
El palacio de los Saavedra es un edificio histórico del casco antiguo de la ciudad de Murcia (Región de Murcia, España), edificado en la segunda mitad del siglo XVII y que actualmente alberga el Colegio Mayor Azarbe, dependiente de la Universidad de Murcia. Está situado en la calle Rambla, a continuación de la calle Saavedra Fajardo. 

## Historia
Casona nobiliaria construida por mandato de don Gregorio de Saavedra y Fontes en la segunda mitad del siglo XVII, localizada en la calle conocida entonces como Rambla del Cuerno (hoy día se le denomina exclusivamente calle Rambla). 
Don Gregorio era caballero de la orden de Calatrava, y además sobrino del diplomático murciano Diego Saavedra y Fajardo, con quien residió largo años en Madrid. En 1648 una dura epidemia de peste asoló la ciudad de Murcia, por lo que Saavedra Fajardó ordenó a su sobrino que regresara a la ciudad natal de ambos para atender las labores de conservación y recuperación de la misma. Fue en esta época cuando se produjo la construcción del inmueble, en donde el propio Gregorio Saavedra falleció en 1683.
Un siglo más tarde, el dueño del palacio era José Joaquín de Saavedra, regidor de la ciudad, perteneciente a la nobleza ilustrada murciana, de hecho, cooperó junto a su pariente Antonio Fontes Ortega en la creación de la Real Sociedad Económica de Amigos del País de Murcia.
Pasados los años, la familia Saavedra tomó partido por la causa carlista, lo que vino a dar con la ruina de la dinastía tras la muerte de Fernando VII. A partir de 1840 el palacio pasó a ser sede de la Oficina de Ingenieros de Minas del distrito, aunque todavía pertenecía a los Saavedra. En 1886 don Antonio Saavedra, conde de la Alcudia, vendió el inmueble a don José Llovera Cubels, ingeniero de Caminos, que aceptó la utilización que sobre una parte del mismo venía desarrollando la Diputación Provincial de Murcia.
También fue propietario del palacio el hijo del anterior, Vicente Llovera Codorníu profesor y Rector Regio de la Universidad de Murcia.
Ya en pleno siglo XX, en 1935, se vendió al Instituto de Hermanas Carmelitas de la Caridad. Tras los avatares de la guerra y de la postguerra se estableció allí el Colegio Sagrado Corazón de Jesús, pasando a finales del pasado siglo a manos de la Universidad de Murcia, quien realizó una profunda rehabilitación para instalar allí el Colegio Mayor Azarbe.

## Arquitectura
La fachada principal posee la disposición clásica de planta baja, planta noble con balcones y desván o cámara. Dispone además de una interesante portada en piedra y mármoles, con cuatro pilastras que enmarcan el portón de entrada, sobre el que se dispone el balcón principal, alrededor del cual aparecen tres escudos nobiliarios. En el frontón curvo que corona el balcón está el de los Saavedra, en la parte inferior derecha del mismo está el de los Fajardo, y a la izquierda el de los Fontes.  
En dirección a la esquina de la calle Rambla con San Antonio aparece la popularmente denominada torre del Duende, que no es sino la caja de la escalera del antiguo palacio que aparenta ser una especie de torre y sobre la que pesa desde antiguo una vieja leyenda.